# Lennart Torstenson
Lennart Torstenson (17. srpna 1603, Forstena, Västergötland, Švédsko – 7. dubna 1651, Stockholm) byl švédský voják a vojenský inženýr. Jeho otec, Torsten Lennartson, byl velícím důstojníkem pevnosti Älvsborg. V některých starších, německy psaných, pramenech se jeho jméno vyskytuje v chybné podobě Leonhard Torsten Sohn.
V monografii Larse Tingstena je uvedeno jméno Lennart Torstenson.
Bogislav Phillip z Kamenice ve svých pracích píše jeho jméno Lennart Torstensson.

## Životopis
Narodil se v obci Forstena v provincii Västergötland ve Švédsku. Ve svých patnácti letech se stal pážetem mladého krále Gustava II. Adolfa a v letech 1628 až 1629 sloužil během pruského tažení. Říká se, že v jedné bitvě Gustaf Adolf poslal Torstensona s nařízením pro jednoho důstojníka. Během cesty Torstenson zaznamenal změnu rozestavení nepřítele a změnil královy příkazy. Po návratu ke králi zaznamenal král nový vývoj. Když Torstenson řekl králi, co udělal, král zvedl ruku, ale pak změnil názor a řekl: „Lennarte, to Tě mohlo stát život, ale možná že by ti víc vyhovovalo být generálem než pážetem u královského dvora.“

## Vojenská kariéra
O pár let později, roku 1629, bylo Torstensonovi svěřeno švédské dělostřelectvo, které přispělo k vítězstvím u Breitenfeldu a u Rainu na Lechu. Toho roku byl zajat v bitvě u Alte Veste a vězněn téměř rok v Ingolstadtu. Pod Johanem Banérem prokázal vynikající služby v bitvě u Wittstocku a během rázné obrany Pomořanska v letech 1637 a 1638, stejně jako v bitvě u Saské Kamenice a při vpádu do Čech v roce 1639. V roce 1641 jej nemoc, následek téměř ročního věznění, přiměla k návratu do Švédska, téhož roku se stal členem královské rady.

## Vrchní velitel
Po náhlé Banérově smrti byl jmenován vrchním velitelem švédské armády a Švédského Pomořanska. Zároveň byl povýšen do hodnosti polního maršála.

### Vpád na Moravu

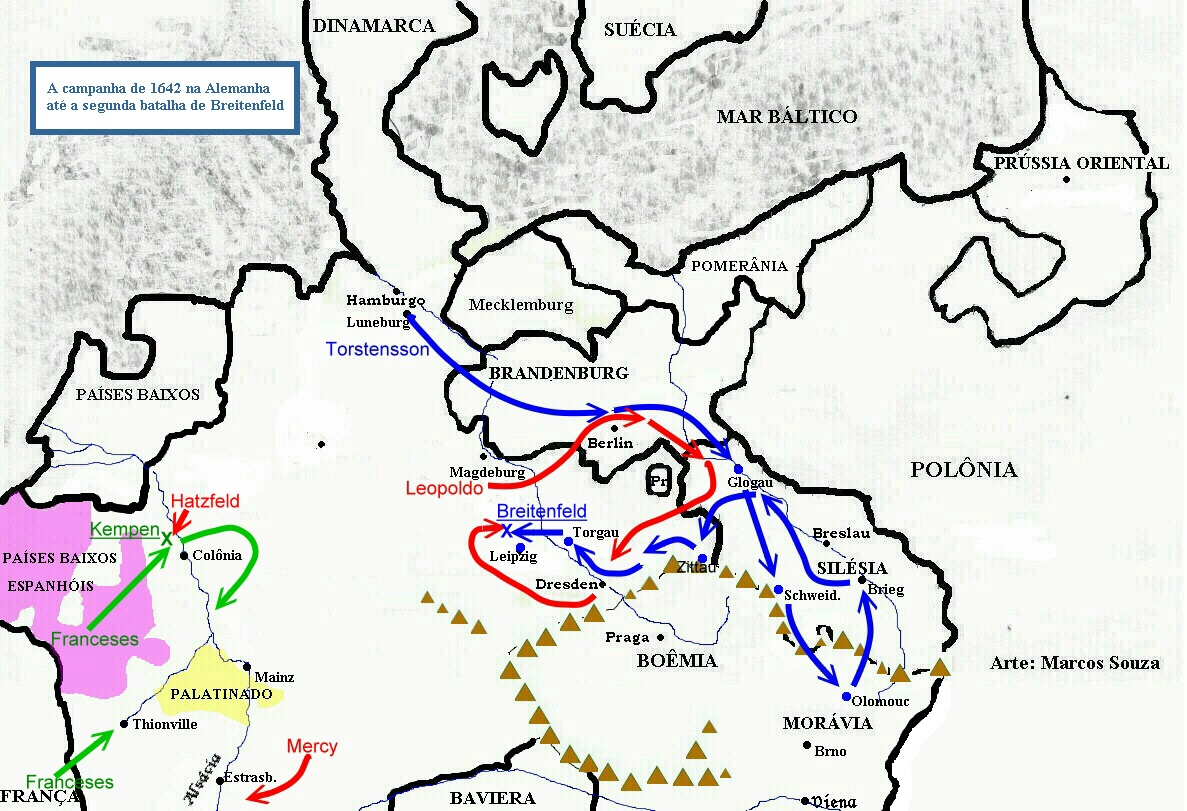
Torstensonův pohyb v roce 1642

V roce 1642 vpadl přes Braniborsko a Slezsko na Moravu, přičemž se po cestě zmocnil všech hlavních pevností. Po čtyřdenním obléhání dobyl Olomouc. Po vytlačení do Saska se střetl 23. října 1642 v druhé bitvě u Breitenfeldu s císařskými vojsky, které vedl arcivévoda Leopold Vilém a Ottavio Piccolomini.

### Druhý vpád na Moravu
Po vyhrané bitvě vpadl roku 1643 přes Čechy podruhé na Moravu, kde osvobodil švédskou posádku Olomouce a s pomocí odbojných Valachů vyplenil Kroměříž. Tragický osud kroměřížských Židů během třicetileté války barvitě líčí Kroměřížská selicha. Nato byl odvolán do Dánska, které Švédsku vyhlásilo válku.

### Třetí vpád na Moravu
Vpadl do Čech, vítězství u Jankova – jaro 1645 – mu otevřela cestu k Vídni. Jeho vyčerpaná a oslabená armáda upřela raději své síly k Brnu, které se zdálo být vcelku snadnou kořistí. Brno, pod velením francouzského generála Jana Ludvíka Raduita ze Souches, však proti téměř dvacetinásobné přesile dlouhé obléhání přestálo a Švédové odtáhli s nepořízenou.
Dna jej v prosinci 1645 donutila vzdát se velení ve prospěch generála Wrangela. Torstenson se vrací do Švédska. V roce 1647 se stal hrabětem z Ortely a coby místodržící spravoval v letech 1648 až 1651 západní švédské provincie. Zemřel 7. dubna 1651 ve Stockholmu.
Torstenson byl pozoruhodný svými mimořádně a nevypočitatelně rychlými přesuny, ačkoli často velel z nosítek, neboť mu jeho nemoc nedovolovala nasednout na koně.

## Potomci
Jeho syn Anders Torstensson (1641–1686) byl od 1674 do 1681 generálním guvernérem Estonska.
V roce 1727 vymřel v mužské linii rod Torstensonů.